# Vaccino contro l'HPV

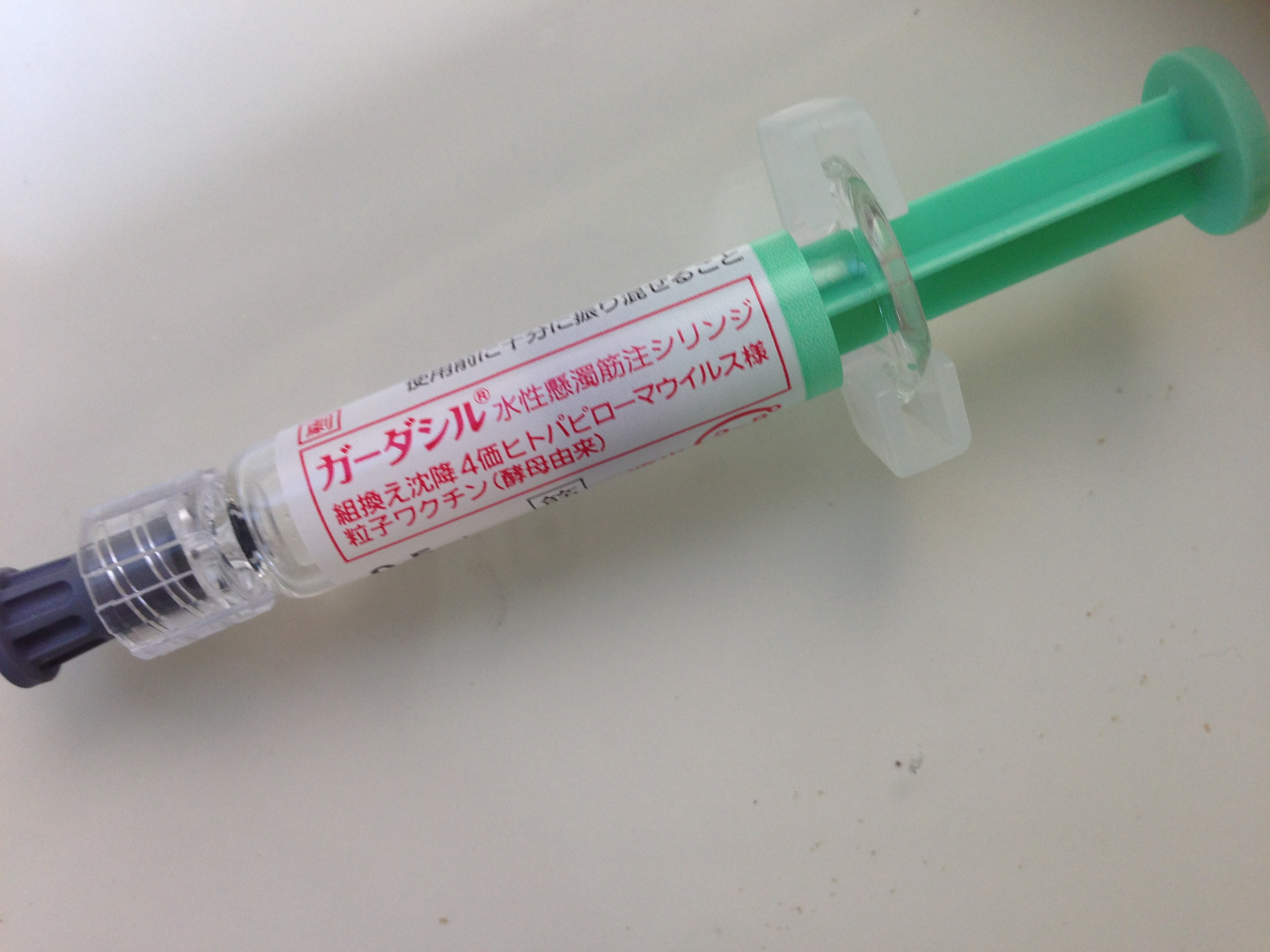
Vaccino contro l'HPV - Gardasil

Il vaccino con l'HPV, o vaccino anti-papillomavirus, è un vaccino profilattico basato su particelle simili a virus (VLP) che si autoassemblano spontaneamente a partire dalla proteina capsidica maggiore L1.

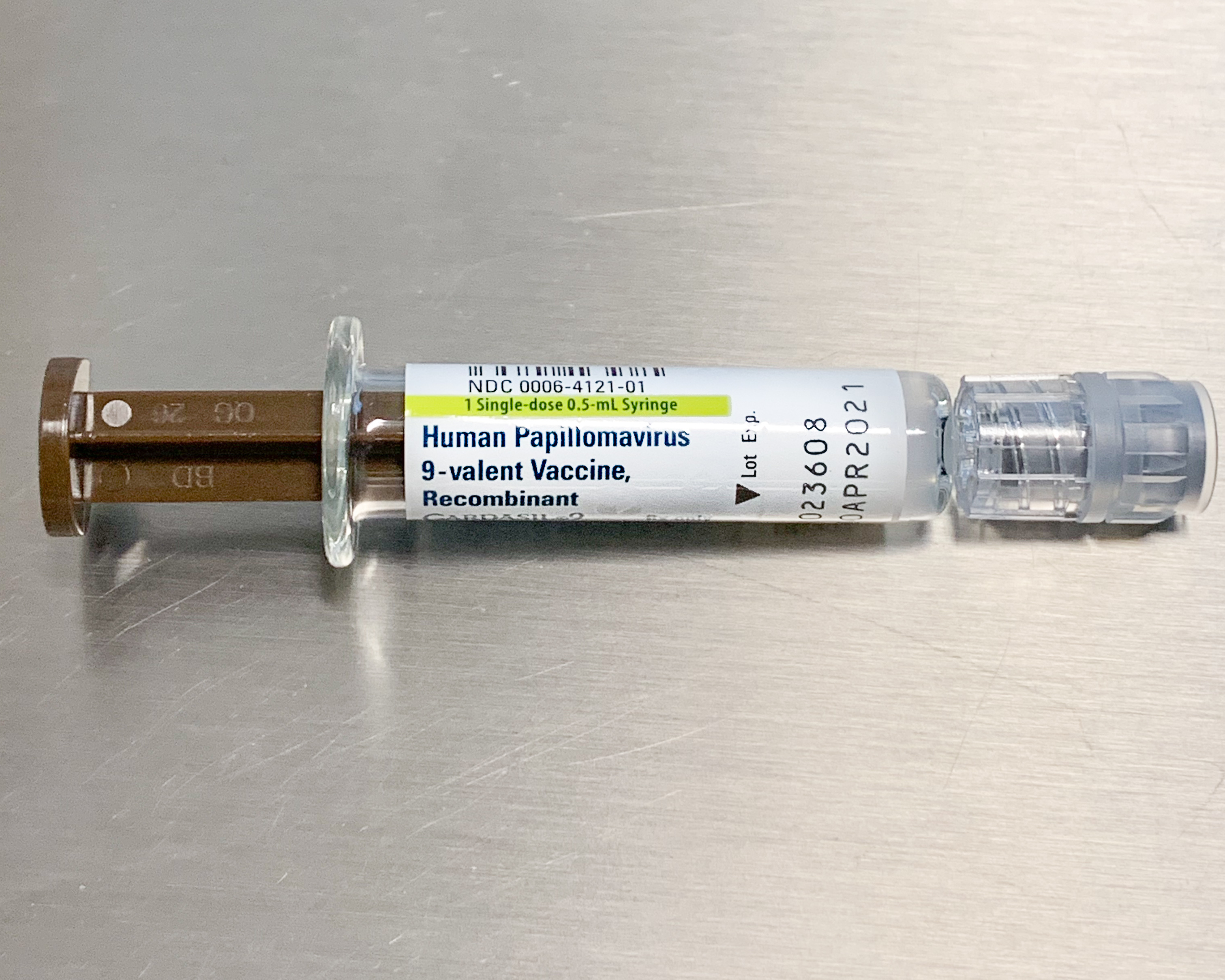
Vaccino contro l'HPV

## Storia
Dopo l'identificazione dell'HPV come causa principale del cancro cervicale negli anni '80, si avviarono i lavori per sviluppare un vaccino. Negli anni '80 e '90, studi su modelli animali dimostrarono che gli animali potevano essere protetti dalle lesioni da papillomavirus utilizzando virioni purificati, che gli anticorpi neutralizzanti erano necessari e sufficienti per la protezione contro la sfida virale, e che la protezione era probabilmente specifica per il tipo di HPV.
Lo sviluppo del vaccino si è concentrato su approcci a subunità a causa delle difficoltà nel propagare i papillomavirus e per la presenza di oncogeni nel genoma virale. Il primo vaccino contro l'HPV è stato autorizzato nel 2006. A partire dal 2020, i vaccini contro l'HPV sono stati introdotti nei programmi nazionali di immunizzazione in oltre 100 paesi. Le politiche vaccinali si sono evolute, ad oggi la maggior parte dei programmi mira alla vaccinazione delle ragazze adolescenti, con un numero crescente che include anche i ragazzi.
Lo sviluppo commerciale iniziale dei vaccini contro l'HPV è stato intrapreso da due aziende: GlaxoSmithKline Biologicals (GSK) e Merck & Co. Più recentemente, vaccini HPV basati su particelle simili a virus L1 sono in fase di sviluppo da parte di produttori in Cina, India e altri paesi.
L’Organizzazione Mondiale della Sanità (OMS) ha emesso la prima raccomandazione per la vaccinazione contro l’HPV nel 2009, indirizzata a ragazze in una singola fascia di età (tra i 9 e i 13 anni) con un programma a 3 dosi.
Nel 2014, l’OMS ha raccomandato un programma di vaccinazione contro l’HPV a 2 dosi, se la serie viene iniziata prima dei 15 anni di età. La maggior parte dei paesi a basso e medio reddito che hanno introdotto il vaccino contro l’HPV ha seguito le linee guida dell’OMS, concentrandosi su un singolo gruppo di ragazze e adolescenti nella fascia d'età raccomandata adottando il programma a 2 dosi.
A gennaio 2020, più di 104 Paesi (54%) avevano introdotto la vaccinazione contro l’HPV, inclusi 37 Paesi o territori con un programma di immunizzazione neutro rispetto al genere.

## Sintesi
Sono prodotti a partire da una singola proteina del virione e pertanto non sono infettivi né oncogenici.

## Farmacologia e tossicologia

### Farmacodinamica
Tutti i vaccini mirano ai tipi HPV-16 e HPV-18, che causano la maggior parte dei tumori attribuibili all'HVP. Sono i primi vaccini a prevenire l'infezione da un agente patogeno sessualmente trasmissibile mucosatropico e lo fanno senza indurre specificamente l'immunità mucosale. Le VLP sono morfologicamente simili al virus autentico.
Sebbene i vaccini HPV basati su VLP inducano risposte sia delle cellule B che delle cellule T, si ritiene che agiscano principalmente, se non esclusivamente, attraverso l’induzione di anticorpi che si legano ai virioni e ne impediscono l’infezione iniziale. Gli anticorpi sistemici, principalmente immunoglobuline G (IgG), indotti dall’iniezione intramuscolare, possono raggiungere i siti di infezione cervicovaginale tramite due meccanismi:
1. trasudazione di IgG attraverso la barriera epiteliale nelle secrezioni mucosali, mediata dal recettore neonatale Fc, particolarmente attivo a livello cervicale
2. essudazione diretta di anticorpi sierici e interstiziali nei siti di trauma, dove i virioni possono legarsi alla membrana basale

Sono anche i primi vaccini a subunità in grado di indurre costantemente risposte anticorpali sieriche stabili e durature. I vaccini contro l'HPV sembrano indurre un'immunità sterilizzante contro l'infezione iniziale per almeno dieci anni, senza necessità di richiami aggiuntivi. I titoli anticorpali prodotti dalla vaccinazione contro l’HPV risultano inversamente correlati all’età.
Le evidenze suggeriscono che la lunga durata della protezione dopo la vaccinazione contro l’HPV sia dovuta alle cellule plasmatiche a lunga vita, e non alle cellule B o T della memoria. A causa della lentezza della fase iniziale del ciclo vitale dell’HPV, sembra che siano sufficienti livelli molto bassi di anticorpi neutralizzanti per prevenire l’infezione da HPV a livello della membrana basale epiteliale.

### Controindicazioni ed effetti collaterali
Esistono dati solidi sulla sicurezza della vaccinazione contro l’HPV, provenienti sia dagli studi pre-autorizzazione che dal monitoraggio e dalle valutazioni post-commercializzazione. Gli studi pre-autorizzazione non hanno sollevato preoccupazioni coerenti. Tutti hanno riscontrato gli effetti avversi attesi, che includono principalmente febbre e reazioni nel sito di iniezione.
I primi dati di monitoraggio hanno mostrato che episodi di sincope possono verificarsi dopo la vaccinazione contro l’HPV, così come accade con altre vaccinazioni somministrate agli adolescenti. In risposta alle preoccupazioni sulla sicurezza in Europa, l’Agenzia Europea per i Medicinali (EMA) ha esaminato i dati relativi alla sindrome da tachicardia ortostatica posturale (POTS) e alla sindrome dolorosa regionale complessa (CRPS), non riscontrando alcuna relazione con la vaccinazione contro l’HPV.
| Nome commerciale         | Attivo contro | Sintetizzato da                                                                       |
| ------------------------ | --- | ------------------------------------------------------------------------------------- |
| Gardasil (quadrivalente) | HPV-6 (20 µg) HPV-11 (40 µg) HPV-16 (40 µg) HPV-18 (20 µg)                                                                            | S. cerevisiae che esprime il gene L1                                                  |
| Gardasil (nonavalente)   | HPV-6 (30 µg) HPV-11 (40 µg) HPV-16 (60 µg) HPV-18 (40 µg) HPV-31 (20 µg) HPV-33 (20 µg) HPV-45 (20 µg) HPV-52 (20 µg) HPV-58 (20 µg) | S. cerevisiae che esprime il gene L1                                                  |
| Cervarix                 | HPV-16 (20 µg) HPV-18 (20 µg) | linea cellulare di T. ni infettata con baculovirus ricombinante contenente il gene L1 |
| Cecolin                  | HPV-16 (40 µg) HPV-18 (20 µg) | E. coli che esprime il gene L1                                                        |